# Лангезваг
Лангезваг (нід. Langezwaag) — село в нідерландській провінції Фрисландія. Входить до муніципалітету Опстерланд.
Його площа становить 13,17км², а населення станом на 2021 рік складало 1 050 осіб.
Перша згадка про населений пункт датується 1315 роком.

## Галерея

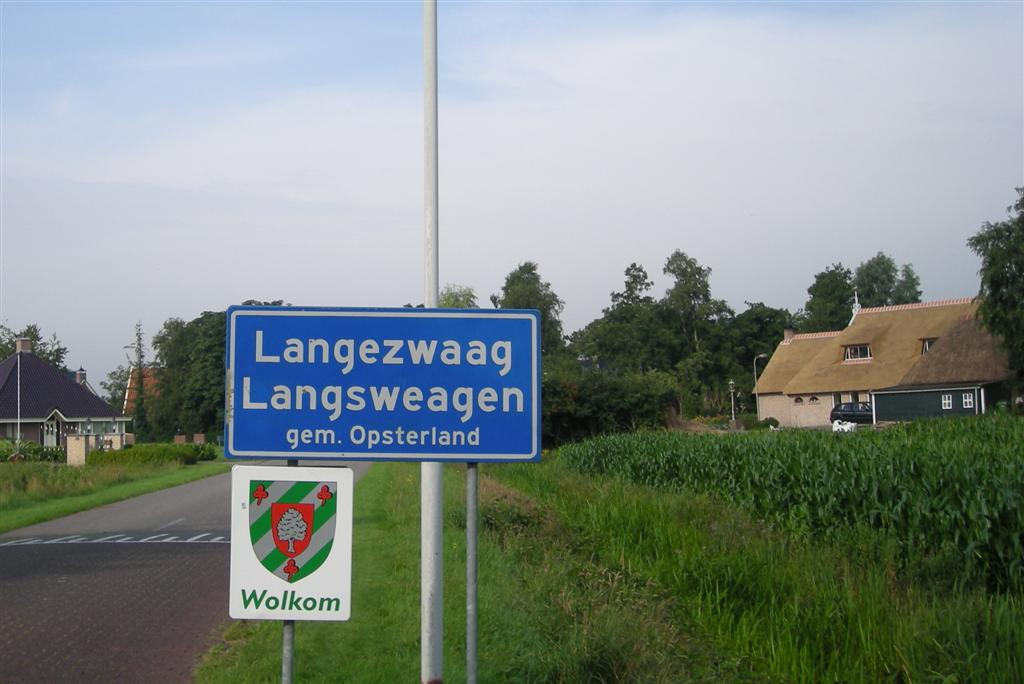
В'їзд до Лангезвага
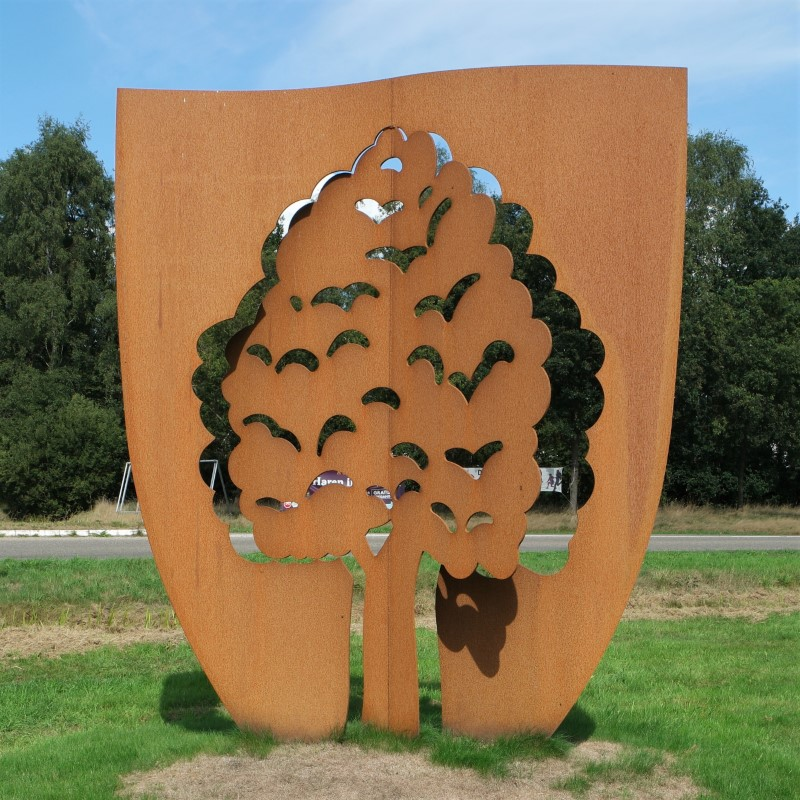
Арт-об'єкт у селі